# كاباتشي
كاباتشي (بالإيطالية: Capaci)‏ هي بلدية في مقاطعة باليرمو في صقلية الإيطالية.

## السكان
في سنة 1861 بلغ عدد السكان 2٬498 نسمة، وتطور العدد ليصل في سنة 2011 لـ 11٬030 نسمة.
يظهر هذا المخطط البياني تطور النمو السكاني لـ كاباتشي